# 洛帕京角
洛帕京角（俄语：Мыс Лопатина）或气主岬（日语：／）是克里利翁半岛西北部的海角，向北80公里是斯列皮科夫斯基角，向南6公里是波格丹诺维奇角，东北距最近的村庄阿穆尔斯科耶1公里。角上有公路穿过，公路东南地势陡然升高，山丘上有灯塔，低处有几家人家，围绕灯塔也居住着几家人。附近的植被以草原为主，远处有乔木生长。
洛帕京灯塔上下呈黑白相间斑马色，1918年12月建造，当时名为气主灯塔。塔的底部是正方形，边长5米；底部墙厚1米；塔顶是边长为3.8米的正方形。八月风暴后，1945年11月21日重新启用，1948年10月12日改为现名，2007年8月2日的地震震碎了灯塔玻璃。自1964年8月起，弗拉基米尔·伊万诺维奇·科马诺夫看守灯塔至今。